# El Pas de la Casa
El Pas de la Casa is een dorp in Andorra in de parochie Encamp op de grens met Frankrijk. Het dorp had 2412 inwoners in 2014. De belangrijkste economische activiteiten zijn wintersport (El Pas maakt deel uit van skigebied Grandvalira) en grenstoerisme van bezoekers van de vele winkels in het dorp, omdat veel producten in Andorra belastingvrij zijn. 
El Pas de la Casa dankt zijn naam aan een herdershut die hier stond aan het begin van de twintigste eeuw (Pas komt van bergpas, casa betekent 'huis' of 'hut'). Het is het enige deel van het prinsdom Andorra dat zich aan de Atlantische zijde en tevens aan de noordzijde van de Pyreneeën bevindt, het wordt van de andere zijde gescheiden door de Port d'Envalira op 2409 meter boven de zeespiegel en daarmee de hoogste bergpas van de Pyreneeën. Bij het dorp ontspringt de Ariège.
Er is sprake van een eigen parochie voor El Pas de la Casa op te richten, daarvoor zou de grondwet van Andorra uit 1993 aangepast moeten worden. Het maakt nu deel uit van de parochie Encamp door een erfpachtelijk contract, hoewel het daar voor Andorrese begrippen ver vandaan ligt. 

## Sport
El Pas de la Casa was op 13 juli 2021 startplaats van een etappe in wielerkoers Ronde van Frankrijk. De etappe naar Saint-Gaudens werd gewonnen door de Oostenrijker Patrick Konrad.